# Роберт Дель Ная
Роберт Дель Ная (англ. Robert Del Naja; нар. 21 січня 1966), також відомий як 3D — британський музикант, продюсер, художник. Засновник та фронтмен бристольского гурту Massive Attack.